# КУНГ

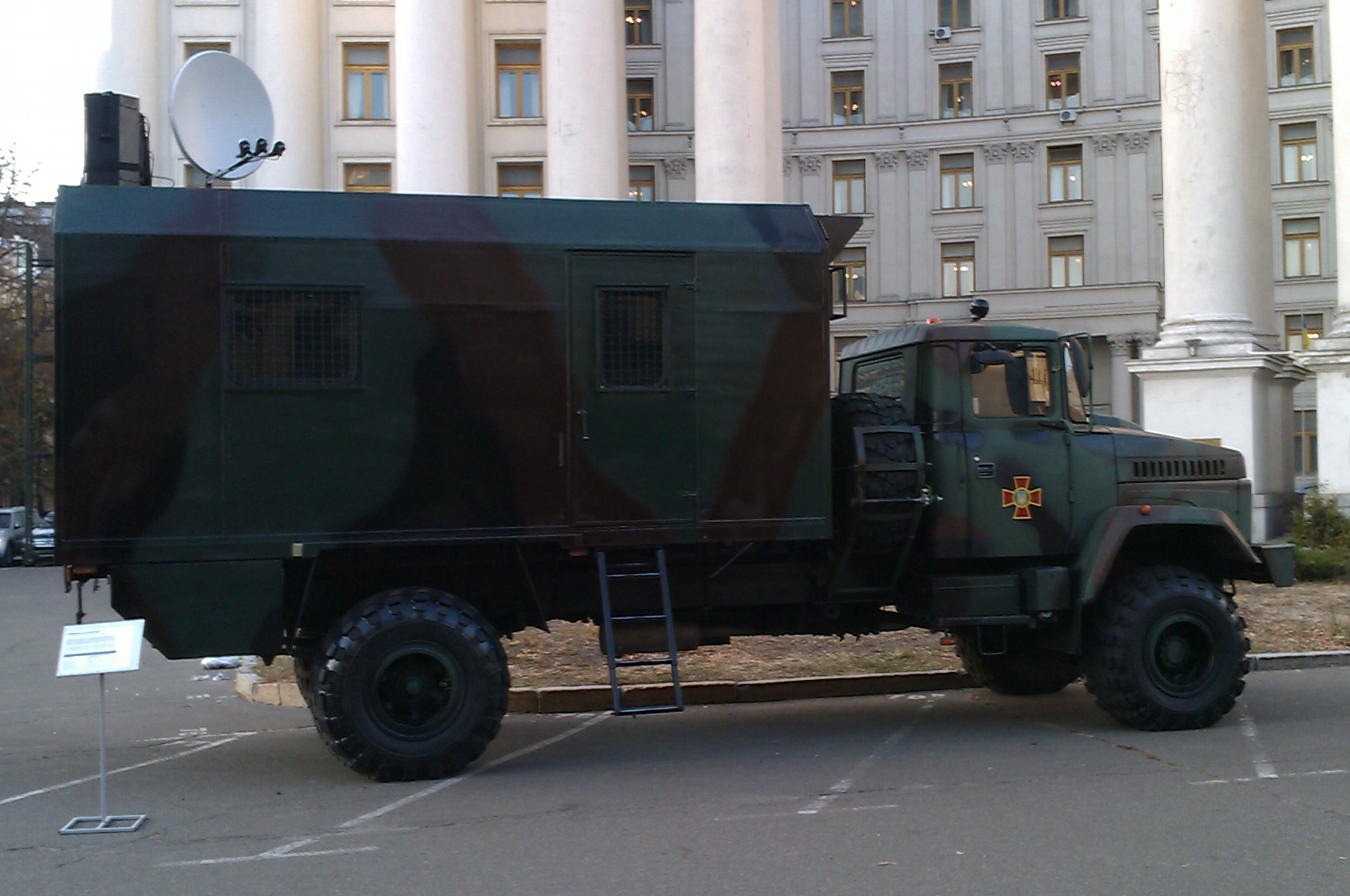
КрАЗ-5233 з кунгом

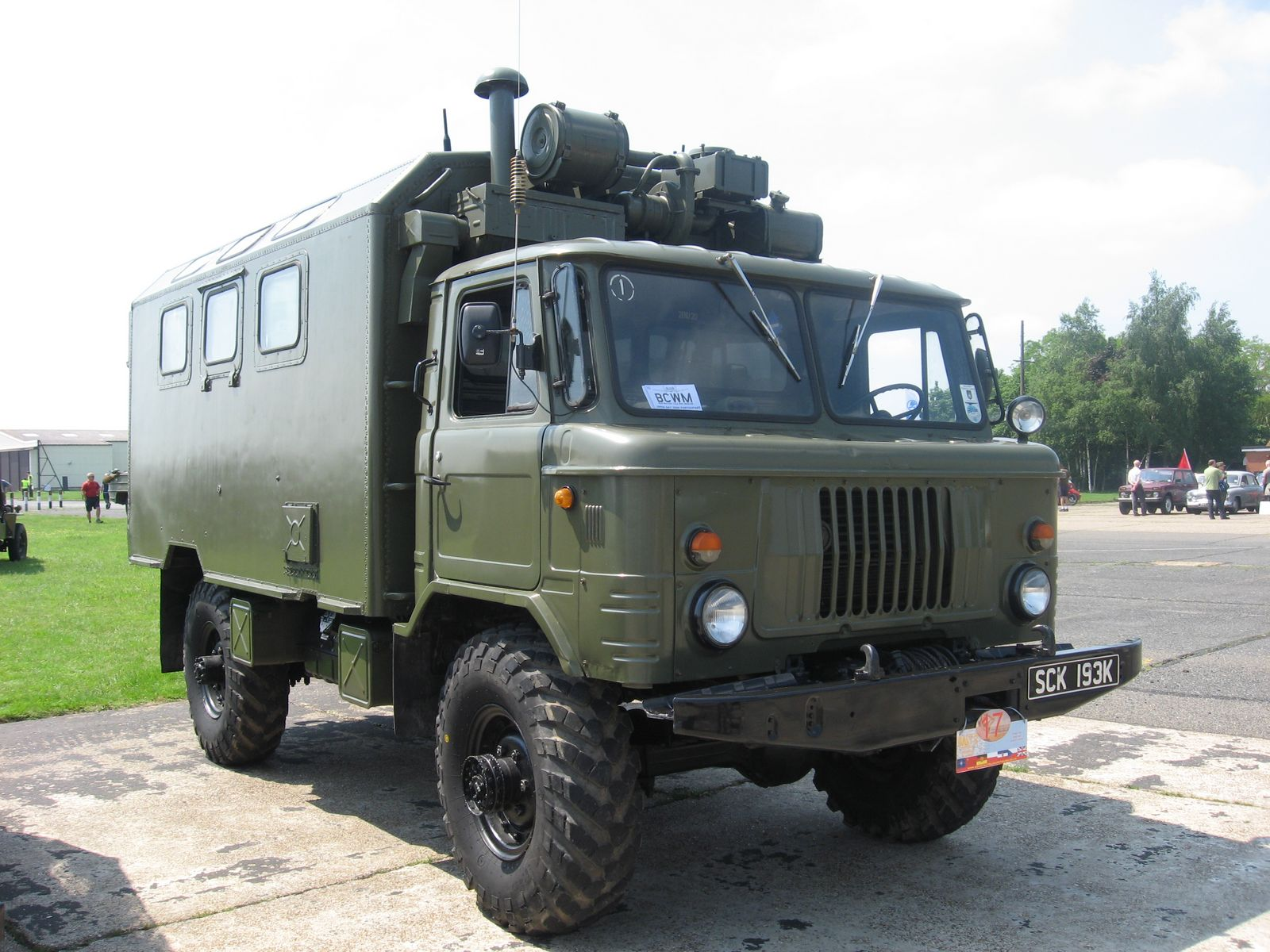
КУНГ на шасі ГАЗ-66.

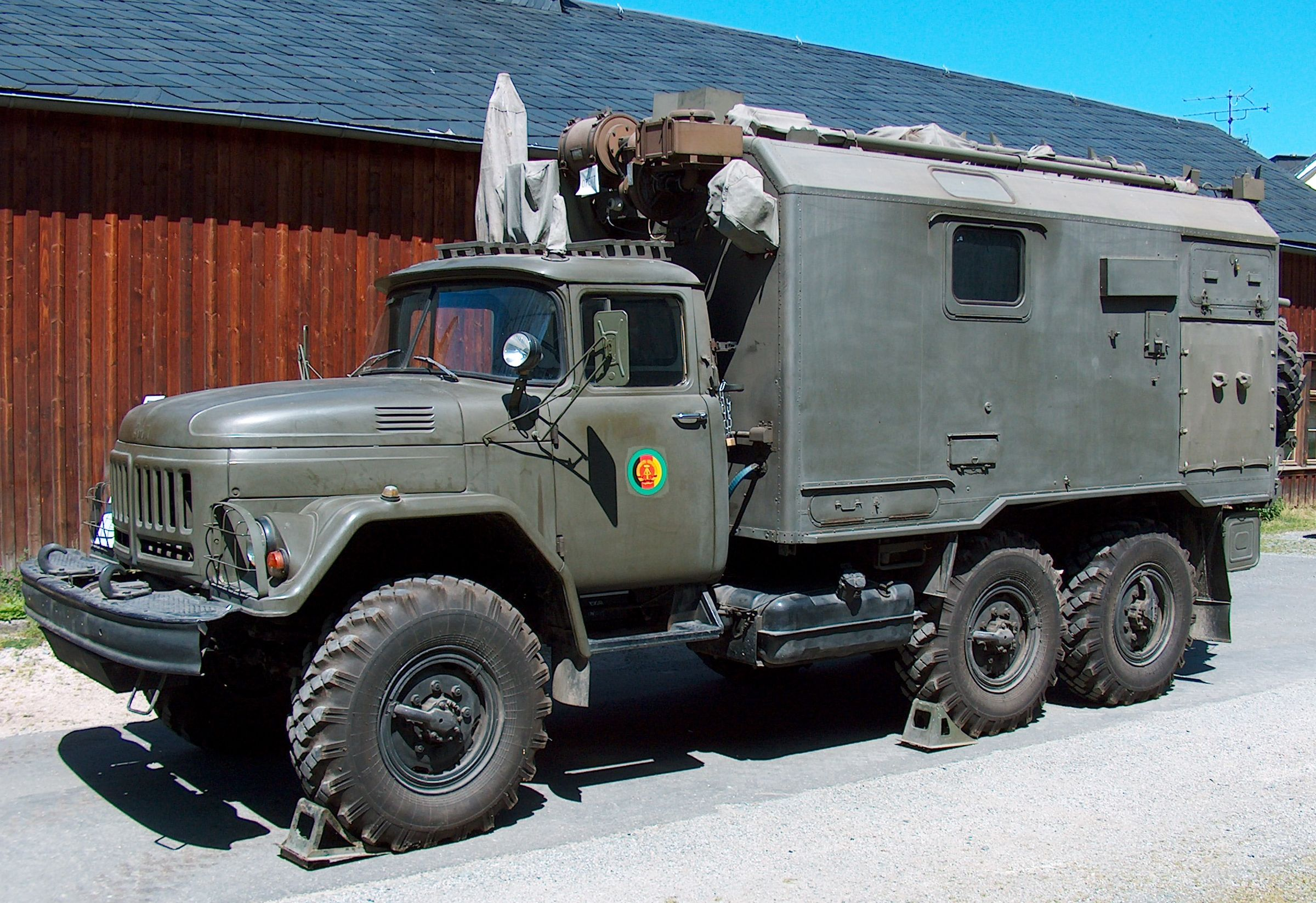
КУНГ на шасі ЗІЛ-131.

КУНГ або просто кунг (абр. від Кузов Уніфікований Нульового Габариту, або Кузов УНіфікований Герметизований) — стандартизована модульна система радянської військової техніки, різновид кузова-фургона.
Кунги масово встановлювалися на вантажівках СРСР та країн соціалістичного табору, через що отримали широке розповсюдження, а сама абревіатура перетворилася на загальновживану назву будь-яких закритих кузовів.
Інколи кунгом помилково називають металевий чи склопластиковий дах на кузов пікапу.

## Походження назви
В кінці 1940х років в СРСР виникла необхідність привести розміри автомобільних кузовів типу ПАРМ до одного габариту, щоб зробити їх транспортабельними європейськими залізницями. Вживана в СРСР російська залізнична колія (на той час 1524 мм) вважається широкою, тому габарит 1Т для універсальної типологізації не підходив, а польсько-німецький залізничний стандарт, який значився в «Угоді про міжнародне залізничне вантажне сполучення» як «Габарит навантаження на залізницях колії 1435 мм», цілком відповідав стандартам загальноєвропейського габариту. Цей стандарт відповідає радянському габариту 02-Т (02-ВМ), від першої цифри якого його почали називати «нульовим розміром». Стандартна колія (1435 мм) в радянській технічній енциклопедії 1931 року називалася «нормальною колією», тому «нульовий» габарит іноді іменується «нормальним розміром». Звідси два тлумачення абревіатури КУНГ.

## Історія створення
Кузови, які дійсно можна вважати КУНГами, започаткував проєкт під керівництвом Баженова Павла Дмитровича. З 1953 по 1968 за завданнями Міністерства оборони в ЦПКБ розробили сімейство деревокаркасних кузовів типу «КУНГ»: КУНГ-1 — для ЗІС-150 і ЗІЛ-164, КУНГ-1М — для ЗІС-151 та ЗіЛ-157, КУНГ-1ММ — для ЗіЛ-131, КУНГ-2М — для ГАЗ-63 і ГАЗ-66-02, КУНГ-П2М — для СМЗ-710Б і СМЗ-810, КУНГ-П6М для МАЗ-5207В, КУНГ-П10 — для МАЗ-5224В.
За проєктом основний тип кузовів фургонів 38 ОПЗ МО був розроблений в 1958—1960 роках. У серію увійшли такі вироби: К66 — для перспективного на той час ГАЗ-66-02, К66У1Д для ЗіЛ-157, К66У1 — для ЗіЛ-131, К66У2 — для ЗіЛ-130, К66У7 — для причепів. Цифри позначають шасі, для якого спочатку проєктувався кузов, але допрацьовані кузови серії К66 в початковий період встановлювалися на всі автомобілі ЗіЛ і двовісні причепи. На відміну від дерево-металевих кузовів, вони були обладнані штатною системою опалення та провітрювання. Конструкція панелей і збирання із заклепуваними швами забезпечували потрібну міцність і герметичність виробів, а також значне зменшення маси.

## Опис
Звичайний кунг є металокаркасним кузовом-фургоном, зібраним зі сталевих куточків та швелерів, які оббиті алюмінієвими листами ззовні і просоченою лаком фанерою зсередини. Простір між оббивками заповнюється армованим пінопластом. В кунгах встановлювалися системи вентиляції, опалення, освітлення та різне обладнання, відповідно до потреб.
Для захисту особового складу від радіоактивного пилу кунги робилися з герметизацією вікон і дверей, що обумовило другу розшифровку назви. У пізніших модифікаціях з'явились фільтро-вентиляційні пристрої та системи наддуву знезараженого повітря, для контролю тиску в кунзі є панель керування. Повної герметичності досягти не вдалося і людям доводилося використовувати засоби індивідуального захисту при потраплянні у заражені зони.

## Використання
Використовується на спецтранспорті військового призначення — санітарні та автоперев'язувальні, мобільні санітарно-гігієнічні та дезінфекційні пункти, мобільні центри зв'язку, розміщення радіоелектронних систем, лабораторії, ремонтні майстерні, штабні машини, польові кухні тощо. Також у багатьох військових частинах, автомобілі з кунгами використовувалися для перевезення особового складу.